# Proiectul Pluto

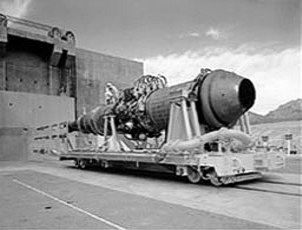
Prototipul "Tory-IIC"

Pe 1 ianuarie 1957 Forțele Aeriene ale Statelor Unite (USAF) și Comisia Energiei Atomice din USA au însărcinat precursorul actualului Laboratorul Național Lawrence Livermore (LLNL) să studieze posibilitatea folosirii căldurii de la reactorii nucleari la motoarele Ramjet.

## Istoric
Acest studiu a fost cunoscut sub numele Proiectul Pluto și a fost mutat de la instalațiile institutului Livermore din California, la noi instalații care ocupau o suprafață totală de 21 km² situată în Jackass Flats, zona de experimente din Nevada (NTS), loc cunoscut ca aria 401.

## Descriere
Complexul consta din 10 km de drum, un edificiu de asamblaj, un edificiu de control, unul de construcție și ateliere. De asemenea s-a construit o instalație care putea adăposti 450 t aer la presiune pentru a putea simula condițiile de zbor a motorului ramjet din Proiectul Pluto, costul a fost de 2,1 milioane dolari (USD).
Proiectul a fost condus de Dr. Ted Merkle, lider din diviziunea R din laboratorul Livermore.
Principiul după care funcționa motorul Ramjet era relativ simplu: se introducea un curent de aer la mare presiune în interiorul reactorului nuclear, care încălzea aerul extinzându-l la înaltă viteză în interior făcând ca acesta să fie expulzat provocând împingerea reactorului.